# Symfonie nr. 2 (Holmboe)
Vagn Holmboe voltooide zijn Symfonie nr. 2 in 1939.
Holmboe vond dat er eigenlijk geen goede symfonie meer geschreven kon worden na de genrewerken van Carl Nielsen. Zelf hield hij zich daar niet aan; hij zou er veertien componeren. Deze Symfonie nr. 1 is de eerste in de genummerde reeks; maar hij had al drie aanzetten tot een symfonie op papier staan voordat deze als eerste op de lessenaars van een orkest belandde. Het opusnummer 4 is ook misleidend; het is Holmboes 105e werk (of poging daartoe) in de catalogus van Paul Rapoport.
De symfonie werd achteraf gezien de doorbraak in de carrière van Holmboe als componist, maar er zat een schaduwkant aan. Holmboe diende het werk in voor een compositiewedstrijd uitgeschreven door het orkest Det Kongelige Kapel, een van de toporkesten van Denemarken. De jury nomineerde het werk niet voor een prijs. Echter het jurylid dirigent Egisto Tango van dat orkest was bij die stemming afwezig en stond erop dat hij alsnog zijn invloed kon laten gelden. Hij wist de jury te overtuigen dat deze symfonie toch echt het beste ingezonden werk was. Tango zette het werk ook op de lessenaar van zijn orkest en leidde op 5 december 1939 de eerste uitvoering. Tango liet zich nooit uit over de redenen, waarom hij dit werk zo belangrijk vond. Het werk wordt gezien als eerste aanzet van zijn oorlogssymfonieën (samen met nrs. 3, 4 en 5), waarbij dit de waarschuwing is voor de aanstaande Tweede Wereldoorlog
Het werk kent drie delen:
1. Impressioni (in allegro)
2. Lamentazione (in adagio, molto tranquillo)
3. Espressione (in allegro)

Die tempoverdeling langzaam-snel-langzaam is traditioneel binnen de klassieke muziek. Basis van het werk is een motief dat Holmboe maar steeds verder ontwikkelt en uitgroeit tot een langer thema, dat in deel 2 als inversie wordt gebruikt. Opvallend is de plotselinge stilvalling aan het eind van deel 1, maar ook de opgebouwde spanning in deel 3. Uitvoeringen van het werk (en het prijzengeld) zorgden ervoor dat het echtpaar Holmboe een terrein konden kopen in Ramlose waar hun huis kwam te staan. 
Holmboe schreef het werk (wellicht het orkest in ogenschouw nemend) voor groot orkest:
- 3 dwarsfluiten (waarvan III ook piccolo), 2 hobo’s, 1 althobo, 2 klarinet, 1 basklarinet, 2 fagotten, 1 contrafagot
- 4 hoorns, 3 trompetten, 3 trombones, 1 tuba
- pauken, 3 a 4 man/vrouw percussie
- violen, altviolen, celli, contrabassen

Het werk wordt dan wel gezien als de doorbraak van de componist; in 2021 is er slechts één opname van dit werk te koop. 
Symfonie nr. 1 · nr. 2 · nr. 3 · nr. 4 · nr. 5 · nr. 6 · nr. 7 · nr. 8 · Sinfonia in memoriam · nr. 9 · nr. 10 · nr. 11 · nr. 12 · nr. 13 ·